# Красимира Стоєва
Красимира Тодорова Стоєва — болгарська письменниця, авторка творів у жанрах наукової фантастики, фентезі та сучасної прози.
Лауреатка низки національних літературних премій. Видала 5 книг — збірку оповідань та 4 романи. Її роман «Сім життів Майї» — перший інтерактивний роман болгарської письменниці.

## Життєпис
Народилася в Пловдиві 24 травня 1984 року. Закінчила мовну школу «Іван Вазов» у Пловдиві з французькою та російською мовами. Він має ступінь бакалавра соціології, ступінь магістра ділових комунікацій і зв'язків з громадськістю та спеціалізацію журналістики в Пловдивському університеті «Паїсій Хілендарський». Захоплюється літературою та фотографією, з 2015 року веде тревел-блог «Альбом Краси».

## Нагороди
- 2005 р. — літературна стипендія видавництва «Пігмаліон».
- 2006 — третя премія конкурсу МК «Аргус» за повість «За брамою».
- 2006 — третя премія за прозу ім «Університет Пловдива»
- 2007 — перша премія за прозу ім «Університет Пловдива»
- 2007 — номінація ІК «Гермес» за неопубліковану книгу автора до 25 років за рукопис «Магія для початківців»
- 2007 — нагорода «За високу художню майстерність в області фантастики та фентезі» за повість «Подорож до темряви» на конкурсі «Фантастичне мистецтво — Бургас 2008»
- 2008 — премія «Молодий талант Пловдива» на національному конкурсі «Вогонь Орфея»
- 2009 р. — ІІ премія літературного конкурсу за твір за мотивами фантастично-казкового оповідання болгарського фольклору «Таласамія».
- 2010 р. — перша премія за роман національного конкурсу художньої літератури видавництва «Аргус» — «Фантастика 100 очима» за роман «Лабіринт із різнокольоровими нитками», який побачив світ у 2015 р. у видавництві «Жанет 45» .

## Твори

### Фантастика

#### Оповідання
- 2006 — «За воротами»
- 2007 — «Подарунок»
- 2007 — «Інший берег»
- 2007 — «Відкриття»
- 2008 — «Камінь кольору мрії»
- 2008 — «Випробування на виживання»
- 2008 — «Снігові піски Хіри»
- 2008 — «Магія для початківців»
- 2008 — «Останній міраж»
- 2008 — «Багряне сяйво»
- 2008 — «Крилатий олень»
- 2008 — «Вершники Апокаліпсису»
- 2008 — «Забуте минуле»
- 2008 — «Бродяга»
- 2008 — «Подорож у пітьму»
- 2010 — «Невимовлені слова, безіменні звірі»

## Публікації

### Публікації у спільних виданнях
- 2006 — «Спекотні обрії» (антологія) — Видавництво «Аргус»
  - «За воротами» (повість)
- 2007 — «Білий сад» (вірші та оповідання) — видавництво «Маріца».
  - «Подарунок» (повість)
  - «Інший берег» (повість)
  - «Відкриття» (повість)
- 2008 — «Болгарська фантастична СКУЛЬПТУРА 2007» (щорічник) — видавництво «EGI»
  - «Камінь кольору мрій» (повість)
- 2008 — «40 років клубу фентезі-арту Тера Фантазия»
  - «Подорож у пітьму» (повість)
- 2010 — «Таласемія 2008—2009» — СК «Квазар»
  - «Невимовлені слова, безіменні звірі» (оповідання)
- 2016 — «Покликаний герой! 5» — Асоціація «Книги-Гри»
  - «Готель» (збірник ігор)
  - -2017 «Покликаний герой! 5» — Playbook Association — That Winter Night (playbook)
  - 2019 Hero's Calling 8 — Асоціація книга-гра — Пастка для снів (книга-гра)

### Незалежні видання
- 2008 — «Засніжені піски Хіри» (збірка фантастичних оповідань) — ІК «Аргус»
- 2009 — «Уроки макіяжу і гіркий шоколад» (роман) — СК «Гермес»
- 2015 — «Лабіринт з різнокольоровими нитками» (роман) — Видавництво Жанет 45
- 2015 — «Сім життів Майї» (інтерактивний роман) — Асоціація Книги-Ігри
- 2015 — «Смерть — всьому виправдання» (роман) — СК «Весела Луцканова»

### Тексти творів
- «Оповідання на сайті Liternet»
- «Оповідання на сайті Словото»
- "Уривок з роману «Уроки макіяжу» та «Гіркий шоколад» Архів